# 遊びの時間は終らない
『遊びの時間は終らない』（あそびのじかんはおわらない）は、都井邦彦の小説。1985年にテレビドラマ化、1991年に映画化されたほか、2007年に韓国、2020年に中国でリメイク映画が製作されている。
第2回小説新潮新人賞を受賞し、『小説新潮』1985年1月号に掲載された。
以下のアンソロジーに収録されている。
- 北村薫編『謎のギャラリー特別室』（1998年7月、マガジンハウス、ISBN 978-4838710201）
  - 同『謎のギャラリー 謎の部屋』（2002年1月、新潮文庫、ISBN 978-4101373249）
  - 同『謎の部屋 謎のギャラリー』 (2012年7月、ちくま文庫、ISBN 978-4480429612）
- 『遊びの時間は終らない』（2019年12月、ディスカヴァー・トゥエンティワン、ISBN 978-4799325797）

## 映画
1991年10月5日に公開された。ロケ地は福島県いわき市。

### ストーリー
ある日、警察は国民のイメージ上昇を狙って筋書きの無い防犯訓練を行うことにした。しかし銀行強盗役に選ばれた警官・平田（本木雅弘）は、まじめで全く融通のきかない性格だった。彼は大真面目に強盗計画を立案して犯人役を遂行。単身で逮捕する予定だったエリート警部補が隙だらけで現れたため、平田は「犯人らしく臨機応変に行動するよう」という指示を忠実に守って彼を“射殺”した形をとり、そのまま、人質とともに銀行に篭城することになる。色めき立つマスコミを仕切るのは、偏執的に扇動好きなディレクター（萩原流行）である。銀行の前には大量の野次馬が殺到、騒動は全国中継され、単純に中止するだけでは模擬訓練とはいえ警察の敗北として印象付けられてしまうため、解決という形での落ちをつけてなんとか穏当に訓練を終わらせようとする警察の意図は次々とくじかれ、防犯訓練は前代未聞の先が読めない展開となってしまった。誰がどうやって幕を引くのか……

### キャスト
- 平田道夫 - 本木雅弘
- 鳥飼圭介 - 石橋蓮司
- 深川祐介 - 西川忠志
- 桑名ゆり子 - 伊藤真美
- 柏崎 - 萩原流行
- 佐原 - 斎藤晴彦
- 田代 - 赤塚真人
- 深川巌 - 原田大二郎
- 松木 - 松澤一之
- 中野 - 今井雅之
- 桜田真知子 - 小河麻衣子
- 笠間毅 - 草薙幸二郎
- 浅虫敬子 - あめくみちこ
- 平田和夫 - 塚本信夫
- 平田道子 - 岩本多代
- 七瀬なつみ、木場勝己、川嶋朋子、松澤仁晶、ト字たかお、石井愃一、モロ師岡、掛田誠、三田村賢二、砂塚秀夫、絵沢萌子、山梨ハナ　ほか

### スタッフ
- 監督 - 萩庭貞明
- 脚本 - 斉藤ひろし
- 音楽 - 高木完、工藤昌之
- 撮影 - 高瀬比呂志
- 美術 - 斎藤岩男
- 照明 - 高柳清一
- 録音 - 小野寺修
- 音響効果 - 斉藤昌利
- 編集 - 奥原茂
- 衣装 - 大森茂雄、箕輪さやか
- 助監督 - 井原真治
- 製作担当 - 増渕滋夫
- 技斗 - 帯金伸行
- 現像 - 東映化学
- MA - にっかつスタジオセンター
- 撮影協力 - いわき市観光協会、常磐交通、福島中央テレビ、ラジオ福島　ほか
- プロデュース - 吉田雅彦、坂本至徳、垂水保貴（日テレ）
- 企画 - 植木実
- 製作者 - 結城良熙
- 製作 - にっかつビジュアル・リンク、サントリー、日本テレビ放送網

### 受賞
- 第1回日本映画プロフェッショナル大賞 新人監督賞

### 韓国版
2007年に韓国映画として『正しく生きよう』というタイトルでリメイクされた。

### 中国版
2020年に中国映画として『大赢家 The Winners』というタイトルでリメイクされた。

## テレビドラマ
1985年9月18日、TBSの「水曜ドラマスペシャル」にて放映されたコメディドラマ。監督：櫻井秀雄　脚本：宮崎晃
小西博之、香坂みゆき、小林克也、泉谷しげる、山口良一、三浦浩一、品川隆二、竜雷太、ベンガル、荒勢らが出演。
映画版と違って、女子行員と主人公のラブストーリーが絡めてある。小西演じる主人公が、香坂の行員をめぐって、エリート刑事と恋敵である、という設定がある。ラストは、小西が香坂を誘拐して車の中でセックスをしていると思われるところ（車が上下に揺れていた）を、機動隊が取り囲むというシーンであった。
泉谷しげるが上司に媚びる気の弱い警官を、小林克也が『ラヂオの時間』のアナウンサーにも似て几帳面な、モニターを見ながら訓練の架空の設定を厳しく審査する警官を演じた。小林が、「アンフェア」という言葉を正しく発音するという、得意の英語を披露するくだりもあった。
ちなみに、翌週この時間枠で放映されたのは、『糸井重里のたとえばこんなメロドラマ』。